# Vitacom
Vitacom Electronics este o companie importatoare și distribuitoare de componente, piese și accesorii electronice din Cluj-Napoca.
Firma a fost înființată în anul 1991 și este deținută de Vasile Andrei Vita.
Compania a dezvoltat până în 2015 o rețea de puncte de lucru în orașe precum București, Timișoara, Brașov, Arad, Bacău , Iași și Cluj-Napoca.
Număr de angajați
- 2014: 100 [2]
- 2012: 100 [2]
- 2010: 140 [1]

Cifra de afaceri în 2014: 8,670,136 euro